# Harriet Maria und Peter Meining
Harriet Maria Meining (* 1967 in Cottbus) und Peter Meining (* 1971 in Dresden) sind ein Künstlerehepaar, das von 1995 bis 2014 unter dem Namen norton.commander.productions arbeitete und produzierte.
Anschließend gründeten sie Mauser Film.

## Profil
Mit ihren Arbeiten, zu denen Performances, Installationen, Stadtinterventionen sowie Kurzfilme gehören, bewegen sie sich an der Schnittstelle von Theater, Film, Bildender Kunst und Neuen Medien.
Mittels Collage/Schnitttechnik verfremden sie bekannte Stoffe, untersuchen und sezieren die jeweiligen Vorlagen und Figuren. Das Prinzip der Arbeit ist eine Reihe von Experimenten, in denen eine neuartige Struktur entsteht. Mit diesem künstlerischen Ansatz wurden klassische Stoffe (Woyzeck) oder Filmstoffe (Solaris, Frankenstein) neu interpretiert und für die Bühne bearbeitet. Die Programmatik kreist dabei immer um die Konfrontation des menschlichen Körpers mit der Medienwelt und ihren ästhetischen Oberflächen, aber auch ihren impliziten politischen Machtstrukturen.
Den Psychopathologien des Alltags, ob in der Wohnstube wie bei Fassbinders Melodramen, in Labors oder im Universum angesiedelt, ob „Tropfen“,
der Amoklauf „Out of Control“,
„Solaris“,
„Frankensteins“ Allmachtsphantasie und „Rosemaries Baby“, ist eines gemeinsam: Es sind Protokolle der Vernichtung. Sie handeln von Entmächtigung und Überwältigung – von Menschen durch Menschen, durch höhere Gewalt, durch göttliche oder satanische Macht.
Ihre Arbeiten wurden zu renommierten nationalen und internationalen Festivals wie „Politik im freien Theater“ Stuttgart (1999), Hamburg (2003), Berlin (2005), Theater der Welt (2002), Tampere Theater Festival (2005), „Welt in Basel“ (2006), „Monologfestival“ Schauspielhaus Zürich 1999, „Festival Perspektive“ Saarbrücken (2003, 2005) oder „Impulse“ (NRW 2003) eingeladen. Harriet und Peter Meining wurden 2022 als Mitglieder in die Sächsische Akademie der Künste berufen.

## Werkverzeichnis

### Performance (Auswahl)
- 1995 Rauschen, Projekttheater Dresden
- 1996 Bilder geben Worten Raum, Podewil Berlin
- 1997 Genetik Woyzeck, Europäisches Zentrum der Künste Hellerau[9]
- 1999 Kosmo(TEST), Sophiensaele Berlin
- 2000 Terrain! Terrain! Pull up! Pull up!, Deutscher Pavillon Expo 2000, FFT Düsseldorf
- 2002 Out of Control, Europäisches Zentrum der Künste Hellerau
- 2002 Tropfen auf heiße Steine, Thalia Theater Hamburg[4]
- 2002 Luxus, Betteln für Prada! Betteln für Gucci, Theater der Welt, Düsseldorf
- 2003 Hans im Glück, Schauspielhaus Hamburg
- 2004 Solaris, Europäisches Zentrum der Künste Hellerau[6]
- 2005 Frankenstein, Hebbel am Ufer Berlin HAU 2
- 2005 Märchen, naive Fragen – komplexe Antworten (mit Veit Sprenger), Mousonturm Frankfurt
- 2006 Rosemaries Baby, Theaterhaus Jena/Hau Berlin
- 2006 Die Zone, Europäisches Zentrum der Künste Hellerau
- 2006 Preparadise Sorry Now, Theaterhaus Jena
- 2006 Angst, Schauspielhaus Dresden/Kammerspiele München
- 2007 FilmKampfMaschine (mit Veit Sprenger), WUK Wien/Mousonturm Frankfurt
- 2008 TRIVIAL ( Anders streichen), Mousonturm Frankfurt am Main
- 2009 Kommunistenfresser oder das Leben des Einen, Societaetstheater Dresden
- 2009 Das Kalte Herz, Europäisches Zentrum der Künste Hellerau[10]
- 2010 The Wolf Boys, Europäisches Zentrum der Künste Hellerau
- 2010 Shopping, Audiowalk Centrumgalerie Dresden
- 2010 Peter und der Wolf, Theater an der Parkaue Berlin
- 2011 X Gebote Teil 1, Mousonturm Frankfurt/Europäisches Zentrum der Künste Hellerau
- 2012 Kleider machen Leute, Theater an der Parkaue Berlin
- 2012 X Gebote Teil 2, Europäisches Zentrum der Künste Hellerau/FFT Düsseldorf
- 2013 Der Totmacher, Societaetstheater Dresden
- 2013 X Gebote 3 Tanz den Tod, Europäisches Zentrum der Künste Hellerau/FFT Düsseldorf[11]
- 2014 Robinson Crusoe, Theater an der Parkaue Berlin[12]
- 2015 Die Irrfahrten des Odysseus, Musiktheater/Oper Deutsche Oper Berlin

### Filme (Auswahl)
- 1999 Ein guter Mord, Experimentalfilm
- 2003 Grillenburg, Kurzspielfilm
- 2019 Falter[13]
- 2021 Der Kopf der Katze[14]
- 2023 Eden 3030

### Kuratierte Festivals (Auswahl)
- 1999 HighLights (Festspielhaus Hellerau)citation needed
- 2007 Grenzgebiet Heimat (Festspielhaus Hellerau)citation needed
- 2008 Was ist das WERT (Festspielhaus Hellerau)citation needed
- 2019 Max Ophüls Preis[15]
- 2021 55. Hofer Filmtage[16]
- 2021 LA Shorts Los Angeles[17]

### Ausstellung/Beteiligung (Auswahl)
- Wings of Art - Ludwig Forum für Internationale Kunst, Aachen
- Supernova - Palast der Republik Berlin 2004
- New York Expo-Filmfestival, Anthology Film Archive, NYC 2004
- Filmfest Dresden (2003/2005)

### Auszeichnungen
- 1998 Kunst-Förderpreis der Stadt Dresden
- 2010 Tabori Preis – Fonds Darstellende Künste e. V., Preisverleihung: 31. Mai 2010 im Berliner Ensemble